# Noteroclada confluens
Noteroclada confluens é uma espécie de planta do gênero Noteroclada e da família Noterocladaceae. 

## Taxonomia
O seguinte sinônimo já foi catalogado:  
- Jungermannia confluens  Hook.

## Forma de vida
É uma espécie terrícola, talosa e formadora de tapete. 

## Descrição
Plantas folhosas, verdes ou esbranquiçadas, grandes, aplanadas, prostradas, simples ou furcadas. Caulídio carnoso, aplainado dorsiventralmente. Possui filídios súcubos, na maioria longitudinalmente inseridos, aderidos as laterais dos eixo, ovado, plano até côncavo, margens ineiras, metade inferior com 2-3 camadas de células de espessura, o restante do filídios uniestratificado. Banda central de estereídes e escamas ausentes. Células grandes, parede das células delgadas, óleo corpos segmentados. Seus rizóides são incolores ou marrom claro. Monoícos ou dióicos. O gametoécio fica na porção dorsal do caulídio, o anterídio disperse em pequenas cavidades, e o arquegônio em grupos. O esporófito é envolto na base por um pseuroperianto tubular com uma ampla abertura. Seta longa, grossa. Capsula esférica, abertura por quatro valvas. Esporos verdes, grandes, multicelulares, germinação endospórica. Possui elatérios aderidos a base da cápsula. Reprodução vegetativa desconhecida.  

## Conservação
A espécie faz parte da Lista Vermelha das espécies ameaçadas do estado do Espírito Santo, no sudeste do Brasil. A lista foi publicada em 13 de junho de 2005 por intermédio do decreto estadual nº 1.499-R. 

## Distribuição
A espécie é encontrada nos estados brasileiros de Distrito Federal, Espírito Santo, Goiás, Minas Gerais, Paraná, Rio de Janeiro, Rio Grande do Sul, Santa Catarina e São Paulo. 
A espécie é encontrada nos  domínios fitogeográficos de Cerrado e Mata Atlântica, em regiões com vegetação de cerrado, mata ciliar, floresta ombrófila pluvial e mata de araucária.